# Schlacht bei Staffarda
Philippsburg – Koblenz – Walcourt – Bantry Bay – Mainz – Bonn – Fleurus – Beachy Head – Boyne – Staffarda – Québec – Mons – Cuneo – Leuze – Aughrim – Barfleur/La Hougue – Namur 1 – Steenkerke – Lagos – Neerwinden – Marsaglia – Charleroi – Torroella – Camaret – Texel – Sant Esteve d'en Bas – Gerona – Dixmuyen – Namur 2 – Brüssel –  Ath – Cartagena – Barcelona
Die Schlacht bei Staffarda fand im Rahmen des Pfälzischen Erbfolgekrieges am 18. August 1690 zwischen französischen Truppen unter Nicolas de Catinat und den Alliierten unter Viktor Amadeus II. von Savoyen statt. Die Schlacht endete mit einem eindeutigen französischen Sieg, daraufhin wurde fast das gesamte Herzogtum Savoyen besetzt.

## Vorgeschichte
Im Lauf des Pfälzischen Erbfolgekrieges, der in der Forschung treffender Neunjähriger Krieg genannt wird, da es um wesentlich mehr ging als die Erbfolge in Kurpfalz, hatte sich Herzog Viktor Amadeus II. von Savoyen heimlich gegenüber dem Haus Habsburg verpflichtet. Ludwig XIV. erfuhr davon und ließ den neuernannten  Kommandeur über die französische Armee in Oberitalien Nicolas de Catinat mit nur etwa 12.000 Mann über Pignerol in die Ebenen von Piemont einmarschieren. Die kampferprobten Soldaten verheerten das Gebiet bis in die Gegend von Turin.
Viktor Amadeus verfügte demgegenüber über eine Armee von etwa 18.000 Mann. Diese bestand aus 8.000 spanischen, 3.000 Schweizer und 7.000 italienischen Soldaten. Auf dem Marsch befand sich eine österreichische Hilfstruppe von 7.000 Mann unter Eugen von Savoyen.
Ohne deren Ankunft abzuwarten, marschierte der Herzog aus Turin ab und verschanzte sich bei Villa Franca. Catinat wich nach Cavore zurück. Eugen von Savoyen eilte den österreichischen Truppen voraus und kam Anfang August 1690 im Lager bei Villa Franca an. Er versuchte vergeblich, den Herzog von seinem Vorhaben abzuhalten, den Franzosen eine Schlacht zu liefern.
Catinat seinerseits versuchte den Gegner durch verschiedene Manöver zu Fehlern zu verleiten. So wurde Saluzzo genommen, in dem große Vorräte der herzoglichen Truppen lagerten. Als die Franzosen Nachricht vom Anmarsch des Gegners erhielten, wurden alle Truppen über den Po zurückgeführt und in Schlachtordnung aufgestellt. Durch eine Fehlinterpretation der gegnerischen Stellungen getäuscht, beendete der Herzog den Vormarsch und zog sich auf eine Defensivstellung beim Kloster Staffarda zurück. Die rechte Flanke wurde durch Sümpfe und andere natürliche Hindernisse geschützt. Auf dem linken Flügel befand sich ein alter Damm, vor dem sich ein Sumpf bis zum Po erstreckte. Vor der Front seiner Truppen ließ der Herzog seine zwölf Geschütze auffahren.

## Verlauf
Die Franzosen drängten am Morgen des 18. August die gegnerischen Vorposten durch Dragoner zurück. Die Dragoner drangen von einem Infanterieregiment unterstützt weiter vor und bemerkten, dass der Sumpf an der rechten Flanke des Gegners durchaus passierbar war, und meldeten dies Catinat.
Das erste Treffen der Franzosen griff inzwischen den Gegner an. Auf dem linken Flügel der Alliierten erwies sich der Sumpf dabei als ein zu großes Hindernis und der Vormarsch blieb stecken. Der Angriff auf den gegnerischen rechten Flügel traf auf den erbitterten Widerstand vor allem einer spanischen Einheit. In der Mitte sorgte vor allem die Artillerie dafür, dass die Verbündeten zurückweichen mussten. Catinat verstärkte inzwischen die Truppen, und die französische Infanterie griff den rechten gegnerischen Flügel mit dem Bajonett an, die gegnerische Kavallerie wurde durch die französische Reiterei besiegt. Durch weitere Infanterieeinheiten und Kavallerie ließ Catinat den Angriff weiter verstärken. Die Verbündeten mussten sich daraufhin zurückziehen. Der Rückzug wurde von Truppen unter dem Kommando von Eugen von Savoyen gedeckt.

## Folgen
In der Folge wurde ein Großteil des Herzogtums Savoyen, nicht aber Turin von den Franzosen besetzt. Allerdings war der Sieg nicht kriegsentscheidend. Der Schwerpunkt des Krieges lag im niederländischen Raum, und auch in Italien ging der Krieg weiter. Im Oktober 1690 schloss sich Savoyen der Großen Allianz gegen Frankreich an.